# George Fissler
George Fissler, né le 13 octobre 1906 à New York et mort le 18 décembre 1975, est un nageur américain.

## Carrière
George Fissler participe aux Jeux olympiques d'été de 1932 à Los Angeles et remporte la médaille d'argent dans l'épreuve du 4x200m nage libre avec Frank Booth, Manuella Kalili et Maiola Kalili.